# Valérie Bak
Valérie Bak (* 19. Juli 1914 in Budapest; † 9. Dezember 2005 in Düsseldorf) war eine ungarische Koloratursopranistin.

## Leben
Geboren als Valérie Korpás in Budapest wurde sie sechs Jahre lang an der Musikhochschule 'Franz Liszt' zur Opern- und Konzertsängerin und Gesangspädagogin ausgebildet. Sie gab ihr Debüt 1944 an der Budapester Staatsoper. Die Kriegsereignisse führten sie – zusammen mit ihrem Mann, dem Komponisten und Pianisten Ludwig (Lajos) Bak – nach München, wo sie ihr Gesangsstudium fortsetzte und 1946 schon erste Aufnahmen beim Bayerischen Rundfunk machte.
Sie sang ab 1949 am Stadttheater Augsburg, bevor sie 1951 Festverträge mit der Bayerischen Staatsoper München (bis 1953) und der Hamburgischen Staatsoper – zu deren Ensemble sie bis 1955 gehörte – abschloss. Nach einem umjubelten Auftritt als 'Königin der Nacht' 1953 in Düsseldorf unterschrieb sie dort zunächst einen Abendvertrag und blieb von 1957 bis zu ihrem Bühnenabschied 1971 Mitglied des Ensembles der Deutschen Oper am Rhein.
Bereits 1951 und 1952 gastierte Valerie Bak in London (Covent Garden); Auftritte in Birmingham, Glasgow, Dublin und Edinburgh folgten. In Italien (Venedig, Genua, Rom und Florenz), Barcelona und Lissabon war sie wie auch an vielen mitteleuropäischen Opernhäusern zu Gast; 1954 sang sie in Rio de Janeiro. Nur die Wiener Staatsoper, die Mailänder Scala und die Grand Opéra in Paris blieben ihr verschlossen.
Von 1969 an (ab 1974 als Professorin) gab sie am nach Robert-Schumann Konservatorium in Düsseldorf 21 Jahre lang ihr Wissen an Gesangsstudenten weiter.
Valerie Baks hell und jugendlich klingende Stimme – ein zwar nicht sehr individueller, aber virtuos geführter, lyrisch grundierter Koloratursopran, der bis in das dramatische Fach reichte – wurde ergänzt durch eine elegante Bühnenerscheinung und glaubwürdige Darstellung. Die Sängerin war neben ihren zahlreichen Auftritten als Konstanze (“Die Entführung aus dem Serail”), Königin der Nacht (“Die Zauberflöte”), Gilda (“Rigoletto”), Violetta Valéry (“La Traviata”) und Zerbinetta (“Ariadne auf Naxos”) auch eine gefragte Interpretin zeitgenössischer Musik. So hat sie nicht nur bei den Münchner Rundfunkaufnahmen von Werner Egks „Zaubergeige“ und „Circe“ mitgewirkt, sondern sie sang auch 1952 in der Erstaufführung seines „Peer Gynt“ an der Bayerischen Staatsoper die Rolle der Solveig neben Hermann Uhde; in allen drei Opern stand der Komponist am Dirigentenpult. (Eine oft von Hörern des NDR gewünschte Aufnahme waren die „Koloratur-Variationen über ein altes Wiener Strophenlied“, das Werner Egk 1937 für Erna Berger als Einlage-Arie für den „Barbier von Sevilla“ komponierte und das in Valerie Baks Interpretation auf YouTube zu hören ist.)